# 新庄市議会
新庄市議会（しんじょうしぎかい）は、山形県新庄市の地方議会である。

## 概要
- 定数：18人
- 任期：4年。議会解散が実施されれば任期満了前であっても議員任期は終了する。
- 前回選挙：2023年（令和5年）4月23日選挙[1]

- 選挙区：市全体を1選挙区とする大選挙区制（単記非移譲式）
- 所在地：山形県新庄市沖の町10番37号（新庄市役所内）
- 議長： 佐藤卓也（2025年5月～）
- 副議長：山科春美（2025年5月～）
- 主な役割：審議、議決、一般質問、代表質問、同意、市政のチェック、請願や陳情の審査、意見書の提出、調査研究、充て職、行政行事出席等

### 委員会
- 議会運営委員会
- 議会改革推進委員会

#### 常任委員会
- 総務文教常任委員会
- 産業厚生常任委員会

#### 特別委員会
- 予算特別委員会
- 決算特別委員会

### 定例会
- 3月、6月、9月、12月

### 事務局
- 議会事務局

## 会派
| 会派名           | 議員数 | 所属党派                       | 議員名（◎は代表者）                                                                                  | 女性議員数 |
| ---------------- | ------ | ------------------------------ | --- | ---------- |
| 新政・結の会     | 10     | 無所属 幸福実現党1 公明党1     | 小嶋冨弥、小野周一、佐藤卓也、高橋富美子、山科正仁、渡部正七、辺見孝太、鈴木法学、山科春美、鈴木啓太 | 2          |
| 共に創る市民の会 | 4      | 無所属                         | 伊藤健一、田中功、坂本健太郎、今田浩徳、                                                             | 0          |
| 無会派           | 3      | 日本共産党1 国民民主党1 無所属 | 佐藤悦子、新田道尋、亀井博人                                                                         | 1          |
| 計               | 17     |                                | | 3          |

（2025年1月31日現在）

## 議員報酬等
| 役職   | 議員報酬        | 政務活動費     |
| ------ | --------------- | -------------- |
| 議長   | 月額 44万8000円 | 月額 1万5000円 |
| 副議長 | 月額 39万5000円 | 月額 1万5000円 |
| 議員   | 月額 37万0000円 | 月額 1万5000円 |

- 別途、年2回期末手当あり
- 政務活動費の残金は市に返還する義務がある
- 議員年金は2011年（平成23年）6月1日で廃止されている

## 議会出身者
- 高橋喜一郎（元新庄市長）
- 山尾順紀（元新庄市長）

## 不祥事・事件
- 2024年12月、新庄市議会の議長室が無断で撮影され、その動画が中国のＳＮＳ（動画共有アプリ「小紅書」）で公開されていることが判明した。動画内に映り込んだカレンダーから、同年9、10月に撮影されたとみられるが、物を盗まれたり部屋が荒らされたりする被害はなかった。[4]
- 2025年1月18日午前0時半ごろ、元副市長で新庄市議の八鍬長一議員が新庄市内のコンビニエンススストアで軽トラックによる物損事故を起こし、警察に通報せずにその場を立ち去った。家族等に辞職を促され、1月27日に議員辞職願を議長宛て提出した。[5]

## その他
- 法被議会 - 令和7年6月定例会初日を法被議会として開催。270年の節目を迎える新庄まつりと新庄開府400年の機運を盛り上げることを目的としたもの。戸沢家の家紋がデザインされた法被を議員と市幹部が着用した。